# Sárközi hímzés
A sárközi hímzés főként a női viselethez kötődött. Öt egymástól teljesen eltérő stílusú hímzés alakult ki.
A halottas párnavégek, a főkötők, a bíborvégek, az ingujjak és a kendők öt különböző funkcionális tárgycsoportot képviselnek de mindegyikük díszítőstílusa más és más. A különféle hímzésstílusok a sárközi népviselet különböző ruhadarabjain egymással mégis harmonikus egységet alkottak. Ez jól jellemzi a sárközi népművészeten belül a hímzéskultúra magas színvonalát.

## Hímzéstípusok

### Halottas párnavégek
A sárközi hímzés története a feketével hímzett halotti párnákkal kezdődött. Kendervászonra varrták őket, barnára vagy sötétzöldre fakult fekete szőrfonallal. A nagyvonalú, nagy motívumokkal használó hímzést egyetlen széles mezőben varrták a párnavégekre, egyes példányokon ugyan elszórt díszítmények a párnahéj szárának a szélére is kerültek. Varrásához sokféle öltést használtak fel: nagy szerepe van a láncöltéssornak, önálló spirálokat formáltak vagy nagy mintákat kereteztek vele, melyeket viszont nyolcas- vagy hamis laposöltéssel töltötték ki. Jellemző még a zsinóröltés. A sárközi halottas párnákon kétféle minta ismert: a gránátalmás és a tulipános.

### Főkötők

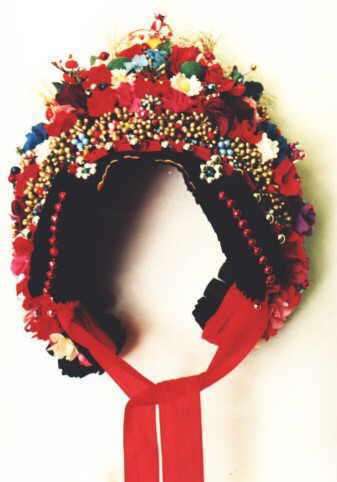
Főkötő

A legváltozatosabb és legnagyobb számú emlékanyaga a sárközi hímzések valamennyi csoportja között a főkötőknek van.  Valamennyi hímzőrámán készült. Mintakincse és öltésformái igen változatosak.
A főkötők hímzéstechnikája rendkívül változatos, szinte az összes lehetőséget kimeríti: gyakori a láncöltés, illetve egyes láncszemek alkalmazása és a laposöltés, sokszor a kettő együtt is; urok és keresztöltés is majdnem minden darabon előfordul.. E sokféle technikai megoldásnak szintén sajátos szókincse volt: metéléses, sima, bimbó stb. A főkötők hímzését átvitték a kisebb-nagyobb terítőkre, és sokáig városi használatra is készítették.

#### Hímzőráma
A hímzőrámát díszesre faragták a legények, s ajándékba adták kedvesüknek. A hímzésmintákat cirokszállal rajzolták elő papirosra, és onnan másolták át a főkötőre. A régebbi főkötők díszítőelemei nagyobbak voltak, lazábban helyezkedtek el, újabban apró, tömött, sőt egészen aprólékos, merev minták terjedtek el. Nincs két egyformán hímzett főkötő, a főbb típusokat azonban jól meg lehet különböztetni. Külön népi szókincsük alakult ki: a minták többnyire stilizált virágok, levelek, szőlőszemek, és ún. pöttyök, többnyire növényi eredetűek, sokszor szerepel a „patkónak” nevezett félhold, a „kiskutya” néven ismert stilizált madáralak is; a különféle hullámos és csigavonalakat jellemzően „kanyargósnak”, „vízfolyásnak” nevezik.

### Bíbor
A női fejviselet másik jellegzetes darabja a bíbor nevű kendő, mellyel a menyecske a fejét betakarja, lefogva vele a főkötőt. A bíbor vagy bujavászon tulajdonképpen az alapanyag megjelölése, egyben a kendőé is, melynek végeit színes selyemmel kihímezték. A hosszúkás hímzéscsíkokat arany szalaggal vagy csipkével keretezték és arany rojtokkal zárták le. A hímzés a felületet szövésszerűen teljesen beborítja, a mértanias motívumok vörös, kék, zöld, sárga, fekete színűek. E fölé ún. islógot (fémlemezkét) tettek, esetleg magát a hímzést díszítették fémfonállal, fémcsipkével. A bíborvégek hímzései több egymást lényegesen különböző mintakincset képviselnek. Van köztük szabadrajzú, virágfélékből formált, de mértaniassá merevített, tömött csíkban szerkesztett minta. A motívumokat, egy-egy virágelemet arányos távolságban helyeztek el sorban, a közöket pedig ennél kisebb, aszimmetrikus alakzatokkal töltötték ki. Tagolást visz a mintába a mindig sötét kontúrozás. Válogatott laposöltéssel, keresztöltéssel, a kontúrokat gépöltéssel varrták igen gondosan, a bíborvég színe-visszája szinte egyforma. Vannak aranyszállal és fekete selyemmel, laposöltéssel és csomókötéssel hímzett egyszerű zegzug vonalas bíborvégek, a zegzug vonal közeit váltogatott irányú laposöltésekkel töltötték ki, és aranyszalaggal vagy aranycsipkével keretezték. A színes hímzésű bíborvégek mintacsíkját gyakran sötét és világos selyem kockasorokkal keretezték körül.

### Női ingek
A női ingek könyökig érő bő ujjai hosszukban és végükön körben ugyancsak hímzettek voltak, általában színes gyapjúval, keresztöltéses technikával. A minták egyszerű párhuzamosan futó kis indadíszítményekből és ismétlődő apró motívumokból alakultak ki. Két nagy csoportjuk van: az egyik, a feltehetően korábbi szálbehúzással készült, a másik a keresztöltéses. Az első technikáról, amely alig vált el a mintás szövéstől, a cifrát - rendesen fekete, ritkábban vörös, vörös-kék gyapjúfonalat - még a szövőszéken kifeszített, éppen megszőtt vászonba húzták be tűvel. A másik csoport hímzéseit egyszerű keresztöltéssel varrták. Mintája két hosszanti többé vagy kevésbé széles sávban helyezkedik el az ingujj külső hosszát díszítő kötés vagy beillesztett vert csipke (gabóca) betét mindkét oldalán. Legtöbbjüket fekete gyapjúszállal varrták, de vannak vörös, bordó, kék-piros, esetleg zölddel is tarkázott sárközi ingujjhímzések. A minták aprólékosak: kis négyszögek, vagy más mértani alakok, továbbá szívek, indázó szár két oldalán elhelyezett hármas levélcsoportok, "tölgyfalevelek", erőteljes zegzúgos vonalak.

### Kendősarkok
Az előbbiektől teljesen eltérő stílusban kendősarkokat is hímeztek színes selyemfonallal, elsősorban jegykendők voltak ezek, melyet a menyasszony szőtt és hímzett a vőlegénynek. A jegykendők len- vagy kendervászon anyagát selyem-, szőr- vagy gyapjúfonállal, esetleg pamuttal hímezték ki. A minták készülhettek egyszínű drapp hímzőfonállal is, de gyakoribb a kék-sárga-vörös, a kék-vörös-zöld és drapp-barna színösszeállítás. A többszínű példányokon a motívumokat sötét színnel keretezték, kontúrozták. Motívumkincse változatos: például a minták egyes bíborvégek vaskos, tömött, lekerekített formáira emlékeztetnek. Ezek a szabadrajzú motívumfoltok a kendő négy sarkába, az oldalak felezőibe, és középre csoportosulnak. Két-két szemben levő sarok mintája rendszerint egyező, így a jegykendő másképp hajtogatva két kendő szerepét töltheti be. A második csoport hímzése szálszámoláshoz igazodik: laza, levegős, apró tulipánformák egymásba kapcsolódó sorai rozmaringhoz hasonlóan, mereven állnak, a szirmok végén kacskaringók. Ezek a minták egyszínűek. Ismét más csoport vaskosan stilizált virágjainak teljesen önálló a formakincse, csak a motívumok keretezése, kontúrozása köti őket az első csoporthoz és a bíborvégekhez.

## Híres hímzőasszonyok

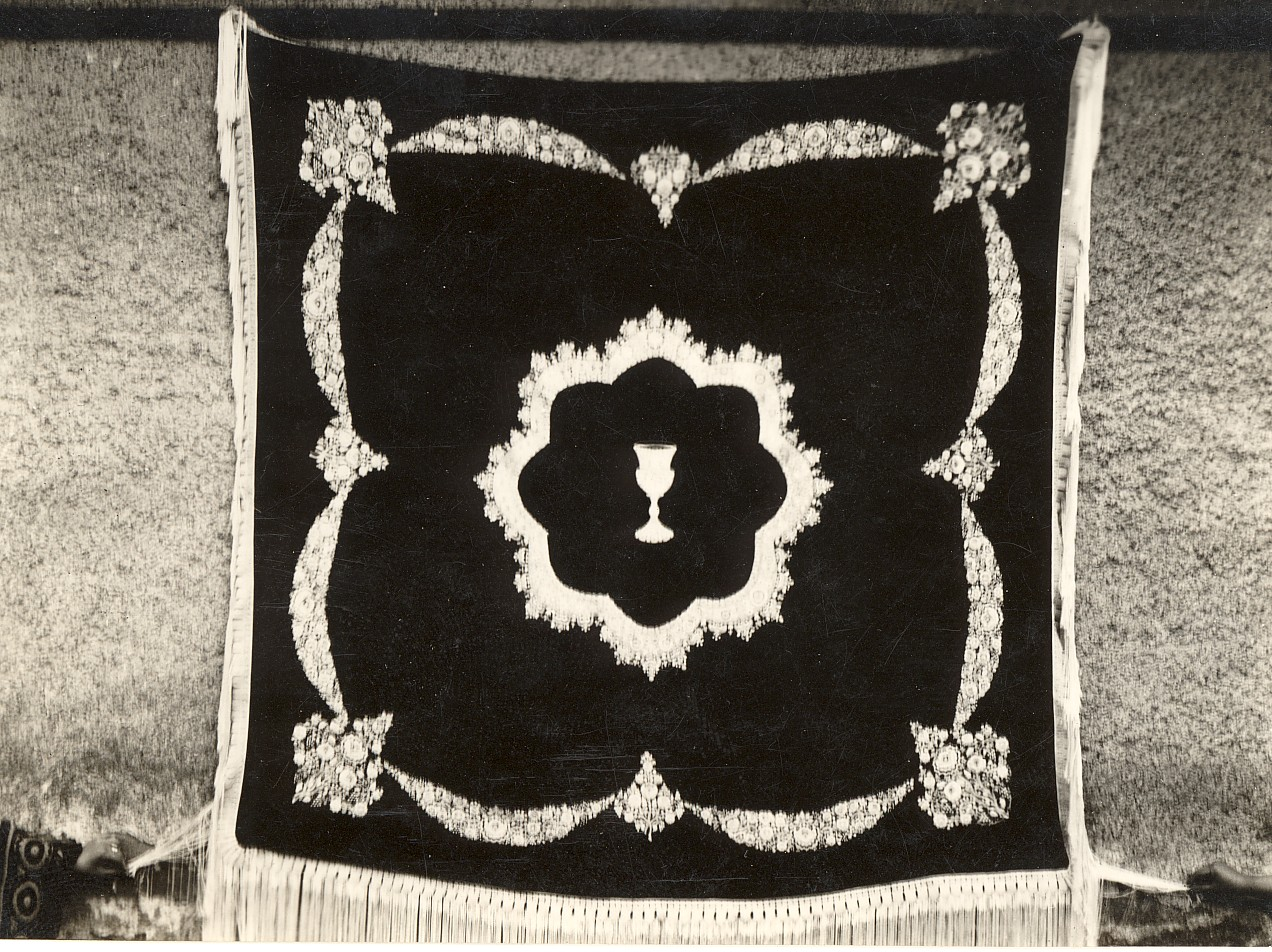
Úrasztali terítő 1930 körül

Híres hímzőasszonyok voltak a 20. század elején a Sárközben: Alsónyéken például Szabó Jusztina szőlőfürtös és pávás hímet varrt, olyan hímet többé nem rajzolt, amilyet egyszer már kivarrt. Paprika Zsuzsa jóvoltából Decsen a vitorlás vagy evezős minta járta. Szél Judit Őcsényben nem varrt egyebet mint, aminek a neve "három tózsa, három levél, három lik".

## Lásd még
- Sárköz (néprajzi táj)

## Egyéb források
- Magyar néprajzi lexikon - Sárközi viselet